# 黒田悠斗
黒田 悠斗（くろだ ゆうと、1975年10月25日 - ）は、日本のAV男優、AV監督。旧芸名は黒田 将稔（くろだ まさとし）。

## 略歴
（特に断らない限り出典：）
- 横浜国立大学卒業。近年の男優としては珍しく、演技やAVに興味があったわけではなく、話のタネになりそうだからと軽い気持ちで男優を志望した。『ビデオボーイ』巻末に掲載されていた37社に宣材を送付し男優デビュー[3]。
- 1999年6月2日、クリスタル映像の現場でAV男優デビュー。下積みを経ず、デビュー1作目から絡みを演じた。
- 2001年、『The 姉妹』（ネクストイレブン）でAV監督デビュー。

## 人物
- 過去には「黒田将稔」「赤木陽太」の名義で活動していた。
- トップAV男優でありながら、AV監督も兼ねている[1]。
- 戸川夏也、南佳也、しみけんと並ぶマッチョ系男優である。
- かっこいいなと思う男優は、戸川夏也、南佳也、阿川陽志、一徹[4]。
- すごいなと思う男優は、桜井ちんたろう。勃ちがすごく、セックスがめちゃくちゃ上手いからである[4]。
- 監督として、使いたい男優は、森林原人[4]。
- 監督として、撮ってみたいジャンルは、ニューハーフもの[4]。
- 中学～高校卒業まで、女子とは4言しか喋ってない。ガリガリだった[1]。
- 高校2年でロリコンを卒業、高校3年でSMに没頭した[1]。
- 初体験は20歳のとき。そのあと、「セックスの素晴らしさ」をノートに何ページにもわたって書いた[1][5]。
- 『別冊宝島』（宝島社）のAV現場レポを読んで、AV業界に惹かれた[1]。
- 大学時代、彼女に「AV男優になろうと思っている」と言ったらフラれ、それで気持ちが振っ切れて、AV業界に飛び込んだ[1]。
- 手足が長い人、爪が綺麗な人、髪の色が明るい人に興奮する[4]。
- 胸と尻、下半身が好き[4]。
- 性にだらしない人、探究心がある人が好き[4]。
- 人妻が好き[4]。
- 実家が熱心な仏教徒である[1]。

## 出演作品

### アダルトビデオ（主な作品）
- 家庭教師の誘惑〔シリーズ〕（アテナ映像、2001～2003年）
- ザ・エロポーズ（ゴールデンキャンディ、2001年7月21日）
- あぶない放課後 新・女教師スペシャル〔シリーズ〕（ヴォーグ、2002年）- 叶結香里、新山愛里
- ウィーン・ハンガリー娘とハメ出し！2（乱、2002年9月13日）
- エロのから騒ぎ 第二期生（V&Rプランニング、2003年9月）
- イケメン温泉 爆乳素人編（トランスコーポレーション、2003年12月20日）
- キャバ嬢だらけのAV現場見学ツアー（トランスコーポレーション、2004年1月20日）
- イケメンナンパ合コン（トランスコーポレーション、2004年2月1日）
- イケメン屋形船（トランスコーポレーション、2004年3月20日）
- イケメン完全制覇（トランスコーポレーション、2004年7月20日）
- 裏・人間♠廃業（アリスJAPAN、2004年9月17日）
- REAL ACTOR（SUPER3、2004年10月8日）※ゲイビデオ
- First Impression　伊東エリ（アイデアポケット、2007年8月1日）
- 極上イケメンチンポ争奪！人妻SEXグランプリ（パラダイステレビ、2008年3月22日）※配信
- 第1回 男優-1GP 覇根。（ROOKIE、2009年4月19日）
- チョーはずかしい ふんどしニューハーフ（SHEMALE a la carte、2010年12月25日）
- すぐに破れるコンドーム〔シリーズ〕（EROTICA、2011～2014年）- 愛原さえ、さとう遥希、柏木ゆり、百合野もも、西尾かおり、宇佐美なな、かすみりさ、野宮さとみ、板野有紀、仲丘たまき、寺崎泉、保坂えり、市川まほ
- 筋肉ボディービルダー 嶋田律子 50歳（ROCKET、2011年1月20日）
- イカセ隊が来る！出張して素人若妻をイカセちゃいました（ケイ・エム・プロデュース、2012年7月27日）
- AV男優のアドリブ・セックス（マクザム、2013年6月28日）
- GOSSIP BOYS〔シリーズ〕（eS、2014年）※女性向け
- 男の憧れ！マッチョ男優パワーFUCK!!（スターゲート、2014年2月16日）
- 最高の巨根を持つ美しい女装娘　大島薫（ダスッ!、2014年8月25日）
- 男魂快楽地獄責め 戦慄のマルチプル・オーガズム研究所 第十六巻　本田莉子（2014年9月1日）

他多数

### 映画
- セックスの向こう側 ～AV男優という生き方（2013年、マクザム）
- 劇場版 おうちでキャノンボール2020（2022年3月26日、ハマジム）[6]

### ドラマ
- マグマイザー（BSスカパー!、2017年3月10日– ）– 黒田悠斗 役[7]

## 監督作品

### アダルトビデオ
- The 姉妹（ネクストイレブン、2001年）
- 女子校生ノーパンギャルズ（ネクストイレブン、2002年1月19日）
- スースーオッハァー！ノーパンノーブラ女子校生（ネクストイレブン、2002年2月16日）
- 東京ストーカーファイル（h.m.p、2003年7月21日）
- 素人生ハメfile（MOODYZ、2004年1月15日）
- 横山あさ美を4人の監督が「カワイく♥プロデュース!!」（シャイ企画、2004年10月29日）※赤道直下、太田すがも、猿との合作
- Lori Lori paipan　早乙女みなき（ドグマ、2005年9月19日）
- ツルまん絶対領域 パイパンまんにく☆エロティシズム　小峰由衣（ドグマ、2006年6月19日）
- M字痴女トランスセックス　神波多一花（h.m.p、2015年10月2日）
- とりあえずパコろ！S●Xだいすきヤリマンギャル！　一条リオン（h.m.p、2016年1月1日）
- デカちんでイキたい！～朝から晩まで極太ずっぽり～　荻野舞（h.m.p、2016年2月5日）
- 4人の最強ハメ撮り師が紗倉まなをハメ撮る！プライベートなSEXを全て曝けだす生々しい本気エロ4本番（SODクリエイト、2016年6月23日）※タートル今田、カンパニー松尾、しみけんとの合作
- 白石茉莉奈 肉感的で生々しい本気汁ハメ撮り4本番（SODクリエイト、2016年8月18日）※タートル今田、カンパニー松尾、ビーバップみのるとの合作

## 出演番組
テレビ
- AV男優どうでしょう（2014年12月、エンタ！959）
- (仮)TV　目指せカリスマAV男優! カリテレ就職説明会! （2015年9月1日、8日、15日、TOKYO MX）

インターネット番組
- 怪優「吉村卓」の2時間ナマ放送 Vol.3 ～森黒が来たよ～[8] （2015年4月1日、ニコニコ生放送（ニコニコ動画））

ネット配信
- 目指せ SEXY BODY 春だ! 黒田だ!! 筋肉だ!!! （2014年3月31日～5月19日、GIRL'S CH）
- 男優と男優（GIRL'S CH）
  - しみけん・黒田悠斗（2014年6月18日～7月2日）
  - 黒田悠斗（2015年4月15日～4月29日）

## 連載
- 「初めはみんな汁だった！」(集英社「週刊プレイボーイ」、2015年01月26日発売号 - ) しみけん　黒田悠斗　森林原人によるリレー連載

## イベント
- AV男優の生でだらだらイかせて!![9][10] （2014年5月16日、新宿ロフトプラスワン）
- 「AV男優どうでしょう」発売記念イベント[11] （2014年11月22日、パセラ「スリーモンキーズカフェ」新宿アイランド店）
- 「AV男優の流儀」発売記念トークイベント[12] （2015年1月11日、新宿ロフトプラスワン）
- AV男優の生でダラダライカせて!! 2 ～行こうぜ、モザイクの向こうのまた向こうへ～[13] （2015年5月16日、新宿ロフトプラスワン）